# Anas al-Sharif
Anas Jamal Mahmoud al-Sharif (in arabo: أنس جمال محمود الشريف, Jabalia, 3 dicembre 1996 – Gaza, 10 agosto 2025) è stato un giornalista e videomaker palestinese, principale corrispondente di Al Jazeera principalmente dal nord della Striscia di Gaza, durante la Guerra Israele-Hamas.
Il 10 agosto 2025, al-Sharif è stato ucciso insieme ad altri tre giornalisti in un attacco aereo israeliano mirato sulla sua tenda fuori dall'ospedale Al-Shifa a Gaza.

## Biografia
Al-Sharif è nato nel campo profughi di Jabalia nella Striscia di Gaza nel 1996. Si è laureato all'Università di Al-Aqsa in comunicazione, specializzandosi in radio e televisione. Ha iniziato la sua carriera come volontario presso l'Al-Shamal Media Network, prima di unirsi ad Al Jazeera come corrispondente dal governatorato nord della Striscia di Gaza.

### Guerra di Gaza
Il suo contributo giornalistico più significativo fu la copertura in diretta degli attacchi militari di Israele sulla Striscia di Gaza e l'impatto sociale e umanitario sui civili palestinesi.
Dall'ottobre 2023, al-Sharif è stato tra i principali volti nei reportage sulla guerra di Gaza, rimanendo nel nord della Striscia nonostante i ripetuti ordini di evacuazione da parte di Israele e le minacce dirette alla sua incolumità. Al-Sharif documentò quotidianamente gli attacchi aerei, i massacri e gli sfollamenti, spesso lavorando in condizioni di estremo pericolo e con una grave carenza di attrezzature di base. Durante la guerra di Gaza, si dedicò maggiormente alla copertura degli attacchi militari israeliani, dell'uso della fame come arma di guerra a causa del blocco degli aiuti umanitari. I suoi reportage hanno fornito testimonianze cruciali da una delle zone di guerra più inaccessibili al mondo, soprattutto dopo il blocco di Israele ad ogni giornalista internazionale di entrare a Gaza.
A dicembre 2023, entrò nel team di Al Jazeera come corrispondente da Gaza, dopo che alcuni suoi video dei bombardamenti israeliani a Jabalya divennero virali. Sempre nel dicembre 2023, il padre di al-Sharif fu ucciso in un attacco aereo israeliano contro l’abitazione di famiglia, poche settimane dopo che il giornalista aveva ricevuto minacce telefoniche da ufficiali delle forze di difesa israeliane, che gli intimavano di interrompere la copertura e lasciare il nord della Striscia di Gaza. A causa delle cattive condizioni di salute, il padre non era stato in grado di evacuare la loro casa con il resto della famiglia.
Il 6 maggio 2024, al-Sharif vinse il Premio Pulitzer per la miglior fotografia di ultim'ora, insieme al suo team presso Reuters per le sue foto "crude e urgenti" che documentano gli effetti del conflitto sulla popolazione palestinese.
A luglio 2024, Avichay Adraee, portavoce ufficiale delle forze di difesa israeliane, accusò al-Sharif di essere un membro dell'ala militare di Hamas dal 2013. Nell'ottobre 2024, le forze di difesa israeliane pubblicarono i nomi di sei giornalisti palestinesi accusati di essere correlati ad Hamas o altri gruppi militanti jihadisti. Tra gli accusati, Anas al-Sharif insieme a Talal al-Aruki, Alaa Salama, Hossam Shabat, Ismail Farid, Ashraf Saraj. Molti di loro furono tra i primi giornalisti a coprire la Striscia di Gaza live e senza interruzioni dopo gli attacchi del 7 ottobre. Poco dopo, Shabat fu ucciso nel marzo 2025 da un attacco mirato israeliano e Talal al-Arrouqi rimase ferito. Dopo l'uccisione del collega Shabat, al-Sharif dichiarò di continuare ad essere determinato a riportare dalla Striscia di Gaza nonostante le minacce israeliane e la perdita di amici e familiari.
Secondo le forze di difesa israeliane, al-Sharif avrebbe collaborato con un battaglione di Hamas e di avere documenti che dimostrerebbero la sua affiliazione. Gli unici materiali resi pubblici sarebbero fogli di calcolo che sembrano elencare gli agenti e i feriti di Hamas e un elenco telefonico del gruppo armato. I documenti non sono però stati verificati in modo indipendente e non sembra esistere alcuna prova diretta e indipendentemente verificata del coinvolgimento di al-Sharif come membro attivo di Hamas. Secondo la BBC e la CNN, al-Sharif avrebbe collaborato per il team di comunicazione di Hamas prima dell'inizio del conflitto.
Inoltre al-Sharif sarebbe stato immortalato più volte accanto al leader terroristico Yahya Sinwar  ed avrebbe inoltre espresso elogi e compiacimento, tramite il proprio canale Telegram, agli autori dell'attacco del 7 ottobre 2023.
Le accuse di una qualunque affiliazione ad Hamas furono sempre respinte non solo dallo stesso al-Sharif e da Al Jazeera ma anche da varie organizzazioni per i diritti umani e la libertà di stampa, tra cui Human Rights Watch, Amnesty International e Reporter Senza Frontiere. Le accuse furono smentite anche dal Comitato per la protezione dei giornalisti (CPJ), secondo il quale Israele avrebbe una lunga tradizione, documentata, di accusare i giornalisti di essere terroristi senza fornire alcuna prova credibile. A luglio 2025, lo stesso CPJ definì gli attacchi contro al-Sharif un "precursore dell'assassinio" per fabbricare consenso pubblico. Sulla base di ciò, il CPJ sollecitò un'azione internazionale per proteggere lui e gli altri giornalisti operanti nella Striscia di Gaza.
Il 31 luglio 2025, la relatrice speciale delle Nazioni Unite per la libertà di stampa Irene Khan condannò le ripetute minacce e le campagne diffamatorie contro al-Sharif, definendole pericolosi tentativi di silenziare e delegittimare i suoi reportage. Khan descrisse al-Sharif come "l'ultimo giornalista sopravvissuto di Al Jazeera nel nord di Gaza" e di come le accuse improvate di essere affiliato ad Hamas mettessero a serio rischio la sua vita.
Nel corso del 2025, al-Sharif fu spesso descritto come una delle ultime voci giornalistiche rimaste nella Striscia di Gaza.
Al momento della sua morte, Israele aveva ucciso oltre 200 giornalisti dopo gli attacchi del 7 ottobre 2023.

#### Morte
Il 10 agosto 2025, al-Sharif fu ucciso da un attacco aereo israeliano mirato sulla sua tenda, a poca distanza dall'Ospedale Al-Shifa a Gaza. Insieme a lui, anche i suoi colleghi Mohammed Qreiqeh, Ibrahim Zaher e Mohammed Noufal persero la vita.
Le Forze di difesa israeliane (IDF) confermarono la loro responsabilità dell'attacco il giorno seguente. Il portavoce delle IDF confermò l'intenzionalità dell'attacco sulla base dell'affiliazione ad Hamas, pubblicando foto di al-Sharif insieme al leader terroristico Yahya Sinwar. Le forze di difesa israeliane non hanno fornito spiegazioni sulle ragioni dell'uccisione degli altri colleghi giornalisti uccisi nello stesso attacco.
Le accuse israeliane riguardo l'affiliazione di al-Sharif ad Hamas furono sempre respinte dall'emittente Al Jazeera e da Irene Khan, relatrice speciale delle Nazioni Unite sulla promozione e la protezione del diritto alla libertà d'espressione e di opinione e da associazioni per i diritti umani e la libertà di stampa.

##### Reazioni internazionali
L'uccisione ha suscitato forti condanne a livello internazionale, tra cui quelle delle Nazioni Unite, dell'Unione Europea, di numerose testate giornalistiche, compresa la stessa Al Jazeera e di varie associazioni non-governative per i diritti umani e la libertà di stampa, inclusi Reporter senza frontiere, Humans Rights Watch e Amnesty International. Dopo l'attacco, il CPJ definì l'uccisione di al-Sharif ingiustificata, sottolineando come, secondo il diritto internazionale, gli unici bersagli legittimi in tempo di guerra siano solo i combattenti attivi.